# Sphaeromyxa noblei
Sphaeromyxa noblei is een microscopische parasiet uit de familie Sphaeromyxidae. Sphaeromyxa noblei werd in 2004 beschreven door Lom. 